# Pilar Brabo
Pilar Brabo Castells (Madrid, 28 de febrero de 1943 - 21 de mayo de 1993) fue una política y física española, militante antifranquista desde su estancia en la universidad, miembro del Partido Comunista de España (PCE) y, después, del Partido Socialista Obrero Español, llegó a estar en prisión en catorce ocasiones durante la dictadura. Tras la recuperación de las libertades públicas, fue diputada al 
Congreso y gobernadora civil.

## Biografía
Ingresó en la Facultad de Ciencias Físicas de la Universidad Complutense de Madrid, donde completó los cuatro primeros cursos de la carrera, destacando como luchadora antifranquista. El año 1964 se afilió a la Federación Universitaria Democrática Española. Fue expedientada en 1966, trasladándose a Barcelona donde terminó su licenciatura.

### Trayectoria política
Durante la Transición destacó su actividad en la Comunidad Valenciana, siendo elegida por dos ocasiones diputada por el PCE al Congreso por la circunscripción electoral de Alicante en las (elecciones de 1977 y 1979). 
Asimismo fue elegida miembro del Comité Ejecutivo del PCE. En 1978 ya era miembro del Comité Central, del Comité Ejecutivo, de la Comisión Permanente y del Secretariado del mismo. En su etapa como militante comunista desempeñó los cargos de secretaria de Relaciones entre el PCE y la Unión de Juventudes Comunistas y posteriormente de Prensa, Publicaciones y Propaganda.
La crisis del Partido Comunista de España, motivada por el enfrentamiento entre el sector renovador -en el que ella militaba-, que pretendía un acercamiento al PSOE y profundizar en la línea del eurocomunismo, tanto política como organizativamente, y la postura oficial de la dirección encabezada por Santiago Carrillo, provocó su salida de la dirección del Partit Comunista del País Valencià (PCPV) y su expulsión del Comité Central del PCE a finales de 1981.
En abril de 1986 se afilió al Partido Socialista Obrero Español, aunque no volvió a ser candidata en las sucesivas elecciones. En 1987 fue nombrada Gobernadora Civil de Castellón y después, en 1989, Directora General de Protección Civil (Ministerio del Interior) donde organizó el nuevo departamento dotándolo de competencias.

### Actividad parlamentaria
Fue diputada en la Legislatura Constituyente y en la I legislatura. Formó parte de la Comisión de Incompatibilidades, de Cultura (Secretaria Primera) y Educación. También fue miembro del Consejo Rector de RTVE.